# Antoni Pons i Cirac
Antoni Pons i Cirac   (Maella, 1921 - 14 d'abril de 1998) va ser un artesà del vidre català.

## Biografia
Es traslladà de petit a Barcelona. Va entrar a treballar al taller de Josep Pallés, qui també es dedicava a tallar el vidre. Amb el seu germà va crear l'empresa de transformació de vidre Pons Germans, i paral·lelament a la seva obra industrial va començar a realitzar una obra de creació personal i artística. El 1953 va participar en la I Exposició d'Arts Plàstiques de Madrid. Davant l'enorme èxit es decidí a dedicar-se exclusivament a la talla artística. El 1969 va mostrar per primera vegada els seus quadres de cristall, i se li va concedir el premi a la millor exposició realitzada aquell any a Barcelona. J. F. de Lasa li va dedicar el film Les mans de Pons Cirac (1967). El 1983 va rebre un homenatge a Maella i se li dedica un carre. El 1989 es creà el Museu Pons Cirac a Roda de Berà. El 1990 va rebre la Creu de Sant Jordi de la Generalitat de Catalunya.